# Ulco
Ulco is een mijnstadje gelegen in de gemeente Dikgatlong in de Zuid-Afrikaanse provincie Noord-Kaap. Het ligt ongeveer 15 km noordoostelijk van Delportshoop en 60 km zuid-west-west van Warrenton aan de regionale weg R31. Bij Ulco is een omvangrijke moderne kalksteenmijn en cementfabriek van de "Union Lime Company". De naam van het plaatsje is afgeleid van die van de mijnbouwonderneming.